# Nucleic Acids Research
Nucleic Acids Research  (skrót oficjalny Nucleic Acids Res., popularnie używa się także skrótu NAR) – recenzowane czasopismo naukowe zawierające artykuły dotyczące badań fizycznych, chemicznych, biochemicznych i biologicznych właściwości kwasów nukleinowych, a także białek oddziałujących z kwasami nukleinowymi lub biorącymi udział w ich metabolizmie. Jego impact factor w 2023 r. wyniósł 16,7. Wydawcą jest Oxford University Press. Zostało założone w 1974 roku przez Richarda T. Walkera i A. Stanleya Jonesa (University of Birmingham) oraz Dietera Sölla Yale University. Jest dwutygodnikiem (24 wydania rocznie) publikującym w otwartym dostępie.

## Redaktorzy naczelni
Daty powoływania składów redaktorów naczelnych:
- 1974 (founding editors): R.T. Walker, A.S. Jones, D. Söll
- 1978 (executive editors): R.T. Walker, D. Söll, W.C. Summers, T. Platt
- 1980 (executive editors): R.T. Walker, D. Söll, M. Deutscher, T. Platt
- 1984 (executive editors): R.T. Walker, D. Söll, M. Deutscher, S.C.R. Elgin, S.M. Linn, A.M. Weiner
- 1985 (executive editors): R.T. Walker, D. Söll, M. Deutscher, S.C.R. Elgin, S.M. Linn, J.E. Donelson
- 1986 (executive editors): R.T. Walker, M. Deutscher, S.C.R. Elgin, S.M. Linn, J.E. Donelson, S. Tilghman
- 1987 (executive editors): R.T. Walker, M. Deutscher, S.C.R. Elgin, J.E. Donelson, S. Tilghman, R.J. Roberts
- 1988 (executive editors): R.T. Walker, M. Deutscher, S.C.R. Elgin, J.E. Donelson, S. Tilghman, R.J. Roberts, W.R. McClure
- 1989 (executive editors): R.T. Walker, M. Deutscher, R.J. Roberts, W.R. McClure, M.J. Gait, R.B. Hallick, T.J.R. Harris, N.C. Martin, J.M. Rosen
- 1990 (executive editors): R.T. Walker, M. Deutscher, R.J. Roberts, W.R. McClure, M.J. Gait, R.B. Hallick, T.J.R. Harris, N.C. Martin, J.M. Rosen, B. Griffin, P. Pearson
- 1991 (senior executive editors): R.T. Walker, R.J. Roberts
- 1998 (senior executive editors): R.J. Roberts, M.J. Gait
- 2008 (senior executive editors): R.J. Roberts, K.R. Fox, B.R. Stoddard
- 2010 (senior executive editors): K.R. Fox, B.R. Stoddard
- 2021 (senior executive editors): B.R. Stoddard, J. Sale